# ديردري كونلي
ديردري كونلي (بالإنجليزية: Deirdre Connelly)‏ هي سيدة أعمال أمريكية، ولدت في 1961 في سان خوان في بورتوريكو.

## وصلات خارجية
- ديردري كونلي على موقع إن إن دي بي (الإنجليزية)